# Lola T600
La Lola T600 è un'automobile da competizione realizzata dalla Lola Racing Cars nel 1981 e corrispondente alla normativa tecnica IMSA Grand Touring Prototype, è stata progettata per competere nel Campionato IMSA, a cui partecipò dal 1981 al 1985, ed è stata in seguito impiegata anche nel Campionato del mondo sportprototipi e per disputare altre gare di durata, come la 24 Ore di Le Mans, a cui venne iscritta nel 1981. Si tratta dell'erede sul piano sportivo della Lola T70 Mk.III, che era stata impiegata nelle competizioni di tipo endurance una quindicina di anni prima.

## Contesto
Nel 1976 la FIA aveva rivoluzionato il Mondiale Marche, da anni appannaggio delle vetture Sport prototipo, decidendo che i punti validi per il campionato sarebbero stati assegnati alle vetture derivate dalla serie, comprese le elaboratissime Vetture Silhouette “Special Production Cars” del Gruppo 5, mentre le vetture prototipo del Gruppo 6 avrebbero gareggiato per il loro campionato specifico: il World Championship for Sports Cars. Questa segregazione dei prototipi non favorì l'interesse delle case costruttrici per questa categoria e nel 1978, a seguito di due stagioni povere di partecipanti, il "mondiale" fu declassato a "europeo" (European Sports Car Championship), che però durò solo quell'anno. Si decise allora che dal 1979 le vetture di Gruppo 6 avrebbero potuto partecipare alle gare del Mondiale Marche, ma non avrebbero ottenuto punti per i loro costruttori. Sempre nel 1979, il limite di cilindrata di 3 litri per il Gruppo 6 fu rimosso.
Tale stato di cose face si che i team concentrassero le loro risorse sulle Gruppo 5, che dal 1978 furono ammesse anche nell'IMSA GT Championship col nome di IMSA GTX, cioè Gran Turismo Sperimentali (Grand Touring eXperimental). L'arrivo di tali vetture in Nordamerica portò con sé il dominio che la Porsche 935 aveva già dimostrato in Europa nel biennio precedente. Il presidente dell'IMSA, John Bishop, si rese conto che bisognava porre fine a tale situazione per salvaguardare la popolarità del campionato, aumentare la varietà dei concorrenti e destare nuovo interesse da parte degli altri costruttori, tanto intimoriti dal dominio delle vetture tedesche da rinunciare a eventuali programmi sportivi.
Fu pertanto adottata nel 1980 una nuova categoria, la Grand Touring Prototype (acronimo: GTP), concepita già nel 1976 dall'ACO per la 24 Ore di Le Mans e quindi adeguata dall'IMSA, formata da vetture sport a carrozzeria chiusa, a costi calmierati e concepiti per sfruttare l'effetto suolo: per coinvolgere il maggior numero di motoristi fu creata anche una tabella di equivalenza che mantenesse equilibrati i rapporti peso/potenza tra le diverse tipologie di motori impiegabili. Queste regole crearono i presupposti per l'arrivo di seri concorrenti per la Porsche 935, che era potentissima ma non era stata concepita per sfruttare l'effetto suolo, arrivato nelle competizioni un paio di anni dopo la nascita della vettura tedesca.
Il primo a vedere un'opportunità nelle nuove regole fu Brian Redman, che chiese a Eric Broadley, presidente della casa costruttrice britannica Lola Racing Cars, di realizzargli una nuova vettura per le gare IMSA: Broadley era interessato ma non aveva i fondi per il progetto e lo sviluppo e non produceva una sportprototipo da quando la sua Lola T70 Mk.III era stata surclassata dalle rivali Porsche 917 e Ferrari 512 S e 512 M, pertanto Redman dovette trovare acquirenti per la vettura e coinvolse Ralph Kent Cooke e Roy Woods, che misero su un team in comune, il Cooke-Woods Racing presso la Bob Garretson Enterprise di Mountain View, in California, a cui vennero consegnate le prime due vetture costruite su un totale di dodici esemplari realizzati tra il 1981 e il 1983.

## Tecnica
Per la sua prima vettura sportprototipo ad effetto suolo la Lola si affidò per gli studi aerodinamici preliminari a un consulente esterno, Max Sardou, per poi modificare i progetti iniziali sulla base delle risultanze dei test effettuati presso la galleria del vento dell'Imperial College di Londra: il progetto fu seguito da Andrew Thorby, coadiuvato dallo stesso Eric Broadley. I due concepirono un telaio monoscocca a in pannelli a nido d'ape di alluminio, con tunnel Venturi che percorrevano tutto il sottoscocca, mentre radiatori e serbatoi erano collocati sui lati del telaio e per la sicurezza del pilota era prevista una gabbia di sicurezza per l'abitacolo con roll-bar aggiuntivo dietro il parabrezza e rinforzi alla paratia anteriore per proteggere meglio negli urti frontali.

Le sospensioni indipendenti su tutte le ruote prevedevano montanti in lega di magnesio con mozzi in lega d'acciaio realizzata dalla Lola stessa, mentre i gruppi molla/ammortizzatore erano forniti dalla Bilstein e i dischi autoventilanti della AP erano dotati di pinze freno della Lockheed a quattro pistoncini: il pilota poteva regolare dall'abitacolo la rigidità delle barre antirollio e il bilanciamento della frenata. I cerchi in magnesio da 16 pollici della BBS montavano pneumatici Goodyear a tele incrociate, che potevano essere rapidamente sostituiti grazie a sollevatori pneumatici integrati nella vettura. Lo sterzo era a pignone e corona. La carrozzeria fu realizzata in vetroresina dalla Harley Plastic, con gli sportelli incernierati in avanti che integravano una porzione del tetto, mentre le ruote posteriori erano carenate.
Per quanto riguarda l'impianto propulsivo, la Lola progettò la vettura in modo da poter accogliere indifferentemente diversi tipi di motore, per poterla vendere al maggior numero di team: di norma esso era lo Chevrolet V8 small block da 5,7 litri, il Ford Cosworth DFV V8 da 3 litri (e la sua variante DFL da 3,3 litri e 3,9 litri) e in taluni casi anche il Porsche 6 cilindri boxer Turbo. Il cambio Hewland a 5 rapporti era del tipo VG o DG, a seconda del motore che veniva installato. L'assemblaggio della prima vettura fu completato a fine marzo del 1981 e il prezzo di vendita era di 80.000 $US priva di propulsore.

## Carriera agonistica
IMSA
I primi due esemplari della Lola T600 furono venduti al Cooke/Woods Racing, che fece debuttare il primo (telaio T600-HU1) alla 100 miglia di Laguna Seca, il 3 maggio 1981, nelle mani di Brian Redman: la vettura era spinta da un motore aspirato Chevrolet V8 small block da 350ci elaborato dalla Chaparral usando un blocco motore NASCAR abbinato a testate in alluminio. Partito dalla quinta posizione in griglia dietro al poleman Klaus Ludwig con la Mustang Turbo del Team Miller e a tre 935, che in qualifica avevano sfruttato l'overboost dei loro turbocompressori, Redman li superò tutti in gara e s'involò verso la vittoria al debutto, ripetendosi poi nelle due gare successive a Lime Rock e Mid-Ohio. Nel frattempo John Paul Jr. (del team J.L.P. Racing) aveva ricevuto la sua T600 (telaio T600-HU4) e fu un serio rivale, ma a fine campionato Redman si laureò campione e la Lola vendette un totale di dodici esemplari della vettura.
Per la stagione successiva il team Cooke-Woods Racing si ridenominò "Cooke Racing" in seguito all'abbandono da parte del socio Roy Woods e del pilota Redman, non tornando più ai livelli della stagione 1981. Le T600 furono portate in pista ancora dalla J.L.P. Racing e dalla Cord Racing, oltre a quelle della Interscope Racing affidate a Danny Ongais, Ted Field e Bill Whittington. La Interscope fece sue quattro gare, ma John Paul Jr. fece suo il campionato dopo aver ottenuto sette vittorie dividendosi al volante della Porsche 935 e della T600, con cui ne ottenne una, battendo Ted Field, secondo in classifica finale.
Nel 1983 Ted Field decise di installare sulla sua T600 un motore Chevrolet V6 3.4L turbo da 700 CV, ottenendo una vettura veloce ma inaffidabile, mentre John Kalagian e il Phil Conte Racing usarono il classico Chevrolet V8 e il Bayside Racing montò il motore boxer 6 cilindri turbo di una Porsche 935 turbo sulla loro T600. Ma la vettura stava diventando obsoleta, surclassata dai nuovi modelli March e Jaguar, ottenendo solo qualche podio.
Negli anni seguenti le prestazioni non più all'altezza relegarono la vettura al ruolo di "riempi-griglia" e l'ultima apparizione in gara risale al 1987
Mondiale Sportprototipi e altro
Nel frattempo, in Europa, la casa madre schierava nel mondiale 1981 una vettura (Telaio T600-HU3) motorizzata Cosworth e affidata a Guy Edwards e Emilio de Villota, che ebbero una stagione altalenante, impreziosita da due vittorie (6 Ore di Pergusa e 1000 km di Brands Hatch), e che a Le Mans si piazzarono quindicesimi assoluti, mentre la seconda vettura (telaio T600-HU2) del Cooke/Woods Racing, dotata di motore Porsche boxer turbo non riuscì nemmeno a qualificarsi per la maratona francese. L'ultima vettura costruita (telaio T600-HU12) fu acquistata dal pilota tedesco Karl-Heinz Becker e, dotata di motori BMW, fu impiegata tra il 1983 e il 1993 nel Deutsche Rennsport Meisterschaft (DRM) e nell'Interserie.